# Euagathis fuscistigma
Euagathis fuscistigma är en stekelart som beskrevs av Van Achterberg 2004. Euagathis fuscistigma ingår i släktet Euagathis och familjen bracksteklar. Inga underarter finns listade i Catalogue of Life.